# Hierophis gemonensis
Hierophis gemonensis là một loài rắn trong họ Rắn nước. Loài này được Laurenti mô tả khoa học đầu tiên năm 1768.

## Hình ảnh

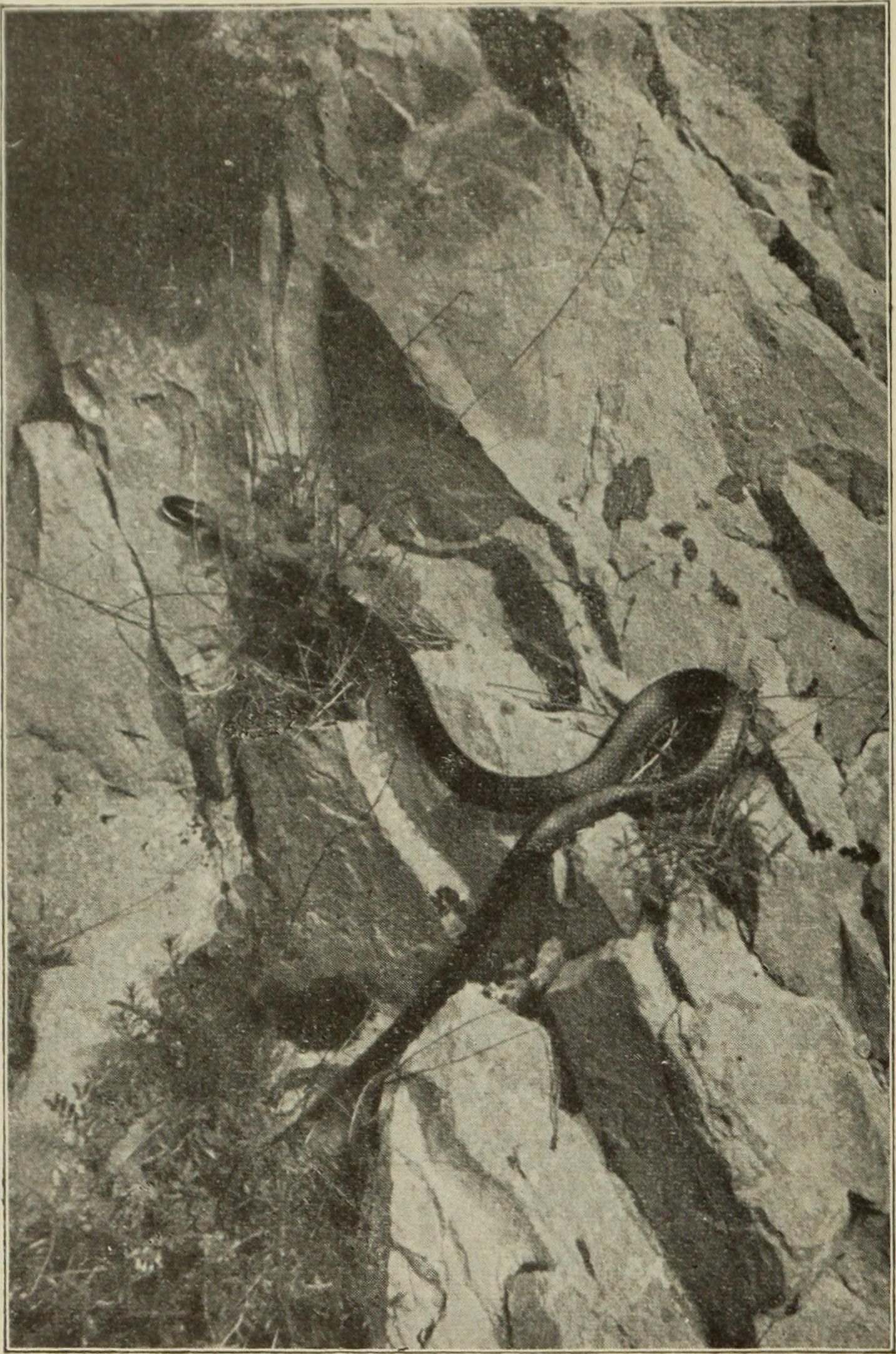